# Den Ast
Den Ast is een helling in Mullem, deelgemeente van Oudenaarde. 
De officiële straatnaam is Korte Aststraat omdat de helling eindigt op de Lange Aststraat, een kasseiweg die Huise, deelgemeente van Kruisem, aansluiting biedt op de gewestweg N60. 

## Wielrennen
De helling ligt in Mullem, een deelgemeente van Oudenaarde. Ze neemt een aanvang bij restaurant en dorpsgezicht In De Kroon en eindigt na 350 meter op de Lange Aststraat, waarvan de afdaling vervolgens eindigt nabij Moriaanshoofd, de Bekemolen en de gewestweg N60 in Mullem. Tijdens de klim van de Korte Ast passeert men Kasteel de Gerlache, gebouwd vroege 20e eeuw.  
De helling is zes maal (1997-2000, 2010, 2023) opgenomen geweest in het parcours van de Ronde van Vlaanderen, iedere keer als de eerste helling. In 1997 en 1998 volgde als tweede helling de Kattenberg, in 1999 en 2000 de Achterberg. In 2010 werd de helling als eerste beklommen in de Ronde, voor de Kluisberg. In 2023 ligt ze voor de eerste beklimming van de Oude Kwaremont.
Ook wordt ze opgenomen in de Omloop Het Volk voor vrouwen en in 2018 in de Omloop Het Nieuwsblad.
De helling is ook opgenomen in de gele lus van de recreatieve fietsroute Ronde van Vlaanderenroute.